# NGC 6306
NGC 6306 é uma galáxia espiral barrada (SBab/P) localizada na direcção da constelação de Draco. Possui uma declinação de +60° 43' 45" e uma ascensão recta de 17 horas, 07 minutos e 36,9 segundos.
A galáxia NGC 6306 foi descoberta em 8 de Julho de 1885 por Lewis A. Swift.